# Jason Marnocha
Jason Michael Marnocha es un actor de voz estadounidense conocido principalmente por su trabajo en series animadas y videojuegos. Nació y creció en Indiana, donde desarrolló desde temprana edad una pasión por el arte dramático y la interpretación vocal. Con una voz profunda y versátil, Marnocha ha dado vida a una amplia gama de personajes, especialmente en producciones de ciencia ficción y fantasía.

## Carrera
Jason Marnocha comenzó su carrera en la industria de la actuación de voz en 2011. Desde entonces, ha trabajado en una variedad de proyectos, destacándose en particular en el doblaje en inglés de series de anime y animación japonesa, así como en videojuegos populares. Uno de sus roles más reconocidos es el de Megatron en la serie animada Transformers: Combiner Wars (2016), Transformers: Titans Return (2017) y Transformers: War for Cybertron Trilogy (2020). Su interpretación de Megatron ha sido bien recibida por la audiencia, consolidando su reputación en el mundo de los actores de voz.
Además de su trabajo en Transformers, Marnocha ha interpretado otros papeles en producciones como JoJo's Bizarre Adventure, Hunter x Hunter, Demon Slayer y Beastars. También ha trabajado en videojuegos, contribuyendo su voz a personajes en títulos como Fire Emblem Heroes y Granblue Fantasy.

## Otros proyectos
Marnocha también ha trabajado en la producción y el guionismo en algunos proyectos menores, expandiendo su participación dentro de la industria del entretenimiento. Su enfoque en mejorar y diversificar su talento lo ha llevado a ser reconocido por su dedicación y su habilidad para adaptarse a diferentes géneros y personajes.

## Estilo y recepción
Marnocha es conocido por su voz grave y rica en matices, que le permite interpretar a personajes complejos y con una presencia imponente. Su interpretación de villanos como Megatron ha sido destacada por los críticos y fanáticos, quienes aprecian su capacidad para dotar a estos personajes de una profundidad emocional.

## Filmografía
Series de Animación
- Transformers: Combiner Wars (2016) – Megatron
- Transformers: Titans Return (2017) – Megatron
- Transformers: War for Cybertron Trilogy (2020) – Megatron
- JoJo's Bizarre Adventure – varios personajes
- Beastars – Gohin
- Demon Slayer – adicionales

Videojuegos
- Fire Emblem Heroes
- Granblue Fantasy
- Warframe – adicionales